# Polygala scleroxylon
Polygala scleroxylon là một loài thực vật có hoa trong họ Polygalaceae. Loài này được Ducke miêu tả khoa học đầu tiên năm 1937.